# George Spencer-Churchill, 5.º Duque de Marlborough
George Spencer-Churchill, 5.º Duque de Marlborough (6 de março de 1766 — 5 de março de 1840) foi um nobre britânico. Filho mais velho de George Spencer, 4.º Duque de Marlborough e de Lady Caroline Russell, ele foi conhecido pela maior parte de sua vida pelo título secundário de seu pai, Marquês de Blandford.

## Casamento e filhos
Em 15 de setembro de 1791, George Spencer-Churchill casou-se com Lady Susan Stewart, filha de John Stewart, 7.º Conde de Galloway, e eles tiveram quatro filhos:
- George Spencer-Churchill, 6.º Duque de Marlborough (1793–1857)
- Lorde Charles Spencer-Churchill (1794–1840), casou-se com Ethelred Catherine Benett.
- Reverendo Lorde George Henry Spencer-Churchill (1796–1828), casou-se com Elizabeth Martha Nares.
- Lorde Henry John Spencer-Churchill (1797–1840)

Ele morreu aos 73 anos, no Palácio de Blenheim, onde foi enterrado em março daquele ano.